# Faith Baldwin
Pour les articles homonymes, voir Baldwin.
Faith Baldwin, née le 1er octobre 1893 et morte le 18 mars 1978, est une romancière, nouvelliste et poète américaine. Elle est également connue sous son nom d'épouse de Faith Baldwin Cuthrell et sous le nom de plume de Amber Lee.
Faith Baldwin est l'auteure d'environ 85 ouvrages comprenant plus de 60 romans, deux recueils de poèmes et d'innombrables nouvelles dont les fictions tissées autour du thème de l'amour sont souvent centrées sur la vie de femmes jonglant entre carrière professionnelle et obligations familiales.
La clé de son succès populaire est qu’elle permettait aux travailleurs solitaires, jeunes et vieux, de s’identifier à ses personnages glamours et riches. Elle leur a dit que certains problèmes et préoccupations, en matière d'amour et d'amitié, sont partagés par tout le monde.
Nombre de ses romans ont été adaptés au cinéma.
Baldwin fait partie des fondateurs de la Famous Writers School (en) de Westport dans l'État du Connecticut, institution dont elle est également membre.

## Biographie

### Jeunesse et formation
Faith Baldwin est née le 1er octobre 1893 à New Rochelle dans l'État de New York. Elle est la fille de  Stephen Charles Baldwin, un avocat pénaliste célèbre en son temps, et de Edith Finch Baldwin,,.
Quand elle est âgée de 3 ans sa famille et elle emménagent à Manhattan puis 4 ans plus tard à Brooklyn Heights,.
Dès ses 3 ans, Faith Baldwin est capable de lire. elle commence sa scolarité à la Brooklyn Heights Academy pour l'achever dans le village de Briarcliff Manor dans l'État de New York.

#### Précocité littéraire
À ses six ans, Faith Baldwin écrit sa première pièce de théâtre The Deserted Wife et à onze ans ses premiers poèmes qui sont publiés au sein du Christian Advocate (en),.

#### Première Guerre mondiale
De 1914 à 1916, Faith Baldwin vit en Allemagne, à Dresde avec sa mère chez des amis intimes de cette dernière. Pendant cette période, elle apprend l'allemand, fréquente une école de cuisine et assiste régulièrement à des représentations d'opéras,,.
Quand les États-Unis entrent en guerre, Faith Baldwin travaille pour le War Camp Community Service. Durant l'hiver 1919 elle rencontre Hugh H. Cuthrell, un pilote de l'US Navy qui deviendra le président de la Brooklyn Union Gas Company (en), ils se marient en 1920,.

### Carrière professionnelle

#### Romans et nouvelles
Faith Baldwin publie son premier roman Mavis of Green Hill en 1921, roman qui raconte comment une petite fille chétive, presque invalide devient une épouse passionnée. C'est le début d'une carrière littéraire prolifique, elle écrit en moyenne deux livres par an pendant la majeure partie de sa longue carrière, tapant elle-même les manuscrits,.
Ses héroïnes sont des secrétaires, des hôtesses de l'air, des infirmières, des actrices, des agents immobiliers qui se retrouvent toujours avec le « bon » homme après avoir résolu le dilemme de savoir lequel avait « raison ». Elles sont parvenus à un équilibre entre leurs responsabilités professionnelles et familiales, généralement en reconnaissant l'importance des secondes par rapport aux premières,.
En 1936 dans les pires années des États-Unis frappés par la Grande Dépression, Faith Baldwin gagne la somme de 300 000 $ au titre de ses droits d'auteur.
Woman’s Day. vend sous forme de feuilletons plusieurs de ses œuvres qui paraissent dans plusieurs magazines comme Good Housekeeping, Woman's Home Companion, Cosmopolitan, The American Magazine.
L'un de ses meilleurs romans est American Family publié en 1934, qui raconte l'histoire de sa propre famille et se concentre sur ses grands-parents, qui travaillaient en Chine comme missionnaires. À la sortie du roman un critique du New York Times écrit à son sujet que c'est un roman « solidement conçu et élaboré avec une sincérité indubitable. Il établit fermement la prétention de Faith Baldwin d'être considérée comme une auteure de roman sérieux »,.

#### Journalisme
De 1958 à 1965, Faith Baldwin écrit régulièrement une chronique au sein du magazine Woman’s Day. (en).

#### Fondation
Faith Baldwin fait partie des fondateurs de la Famous Writers School (en) de Westport dans le Connecticut, institution dont elle est membre

#### Cinéma
Huit des romans de Faith Baldwin sont adaptées pour le cinéma, les plus connus sont :
- The Office Wife en 1930
- Week-End Marriage en 1932,
- Wife vs. Secretary Sa femme et sa secrétaire en 1936, avec Clark Gable et Jean Harlow,
- Comet Over Broadway en 1938,
- Queen for a Day (film) (en) en 1951[1],

### Religion et opinion politique
Dans son roman à dimension autobiographique Testament of Truth celui-ci est truffé d'évocation, de références au christianisme dans lequel elle lie sa foi à son amour de la nature  et de la vie familiale, plus que réactionnaire elle se pense comme attachée aux traditions.
En 1970, lors d'une séance de dédicace pour la publication de son roman Take What You Want, elle déclare à son sujet qu'il « a été écrit dans un esprit réactionnaire parce que j'ai lu pendant si longtemps de la littérature sérieuse et importante traitant des problèmes, et j'ai joué avec les mots désormais banals de quatre lettres (les écrivains ont oublié qu'il y en a d'autres, comme Love (amour) et Hope (espérance) ».

### La fin
Faith Baldwin meurt chez elle dans sa résidence de Norwalk dans l'État du Connecticut.

## Œuvres

### Romans
- Mavis of Green Hill, Boston, Massachusetts, Small, Maynard & Co. (réimpr. 1923, 2008, 2011, 2018, 2020) (1re éd. 1921), 294 p. (ISBN 9780559434754, OCLC 11084647, lire en ligne),
- Laurel of Stonystream, Boston, Massachusetts, Small, Maynard & Company, 1923, 360 p. (OCLC 1157162356, lire en ligne),
- Magic and Mary Rose, Boston, Massachusetts, Small, Maynard & Company, 1924, 336 p. (OCLC 10601650, lire en ligne),
- Those Difficult Years, Boston, Massachusetts, Small, Maynard & Company, 1925, 349 p. (OCLC 18925873),
- Thresholds, New York, Grosset & Dunlap (réimpr. 1972, 1997) (1re éd. 1925), 228 p. (ISBN 9780155038240, OCLC 85010057, lire en ligne),
- Departing Wings, New York, Dodd Mead & Co. (réimpr. 1966) (1re éd. 1927), 342 p. (OCLC 22638405),
- Alimony, Philadelphie, Pennsylvanie, Triangle Books, the Blakiston Co (réimpr. 1931, 1943, 1956, 1964,1973, 1976) (1re éd. 1928), 260 p. (ISBN 9780446752350, OCLC 37475605, lire en ligne),
- The Office Wife, Thorndike, Maine, Thorndike Press (réimpr. 1942, 1945, 1993, 1995) (1re éd. 1930), 396 p. (ISBN 9780884116035, OCLC 1319416750, lire en ligne),
- American Family, New York, Farrar and Rinehart Publishing Company (réimpr. 1965, 1972) (1re éd. 1934), 404 p. (ISBN 9780884116295, OCLC 1336144767, lire en ligne),
- Hotel Hostess, New York, P.F. Collier (réimpr. 1943, 1948, 1974, 2002) (1re éd. 1938), 271 p. (ISBN 9780786240821, OCLC 8746144, lire en ligne),
- Rich Girl, Poor Girl, New York, P.F. Collier & Son (réimpr. 1948, 1948, 1993) (1re éd. 1938), 328 p. (ISBN 9780446757560, OCLC 1036816675, lire en ligne),
- And New Stars Burn, Thorndike, Maine, Thorndike Press (réimpr. 1969, 1973, 1989) (1re éd. 1941), 320 p. (ISBN 9780896219014, OCLC 798224074, lire en ligne),
- He married a doctor, Thorndike, Maine, Thorndike Press (réimpr. 1962, 1975, 1983) (1re éd. 1944), 430 p. (ISBN 9780896214828, lire en ligne),
- Blaze of Sunlight, New York, Rinehart, (réimpr. 1962) (1re éd. 1959), 296 p. (OCLC 1679877, lire en ligne),
- Living by Faith, New York, Holt, Rinehart and Winston, 1964, 168 p. (OCLC 1036612023, lire en ligne),
- Evening Star, Thorndike, Maine, Thorndike Press (réimpr. 1994) (1re éd. 1966), 255 p. (ISBN 9781560543206),
- Take What You Want, New York, Holt, Rinehart and Winston (réimpr. 1972) (1re éd. 1970), 264 p. (ISBN 9780030818394, OCLC 11744170, lire en ligne),
- No Bed of Roses, Thorndike, Maine, : Thorndike Press (réimpr. 1975, 1981, 1997) (1re éd. 1973), 296 p. (ISBN 9780030076817, OCLC 1035703900, lire en ligne),

### Recueil de poèmes
- Sign Posts, Boston, Massachusetts, Small, Maynard & Co, 1924, 120 p. (OCLC 4773686),